# Reserva natural Kerzhinski
La reserva natural Kérzhinski (en ruso: Керженский), también llamado Kerzhensky, es un zapovédnik ruso (reserva natural estricta) ubicado en la cuenca media del río Kérzhenets (un afluente de la margen izquierda del Volga), 600 kilómetros al este de Moscú. El terreno presenta extensos pantanos de tierras altas y bajas, y es conocido en particular como un sitio para el estudio de los castores y sus efectos en la recuperación del paisaje después de los incendios y la tala. La reserva está situada a 55 km al noreste de la ciudad de Nizhni Nóvgorod en los distritos administrativos (raión) de Bor y Semiónov del óblast de Nizhni Nóvgorod. El sitio ha sido un centro para el estudio científico de la naturaleza de la región desde 1933. Es parte de las Reservas de la Biosfera de la UNESCO, humedal Ramsar. La reserva se estableció en su forma actual en 1993 y cubre un área de 46 940 ha (181,2 mi²).

## Topografía
La reserva tiene aproximadamente 25 km de ancho y 40 km al norte del río Volga a medida que fluye hacia el este en este punto. La mitad norte y oeste de la reserva están cubiertas de bosques, y el sur y el este son humedales ribereños. El 80% del territorio se encuentra en las tierras bajas de la cuenca del río Kerzhenets. El lecho rocoso es arcilla pérmica, marga y piedra caliza cubierta por 5 a 30 metros de sedimentos aluviales. Las orillas de los afluentes del Kerzhenets están marcadas por afloramientos de rocas carbonatadas.

## Ecorregión y clima
La reserva Kérzhinski se encuentra en la ecorregión del bosque estepario de Europa oriental (WWF ID#419), un mosaico de bosques de hoja ancha y pastizales (estepa) que se extiende 2100 km a lo largo de Europa oriental desde el centro de Ucrania hasta los Montes Urales en Rusia. La estepa forestal es un área de Rusia en la que la precipitación y la evaporación son aproximadamente iguales.
El clima característico de la reserva es clima continental húmedo, con veranos fríos (clasificación climática de Köppen (Dfb)). Este clima se caracteriza por grandes oscilaciones de temperatura, tanto diurnas como estacionales, con veranos templados e inviernos fríos y nevados. La temperatura promedio de enero es de -12 º.C, julio es de 19 º.C. La precipitación anual promedia es de 550 mm. Los vientos en verano son del noroeste, pero del sur y oeste el resto del año.

## Flora y fauna

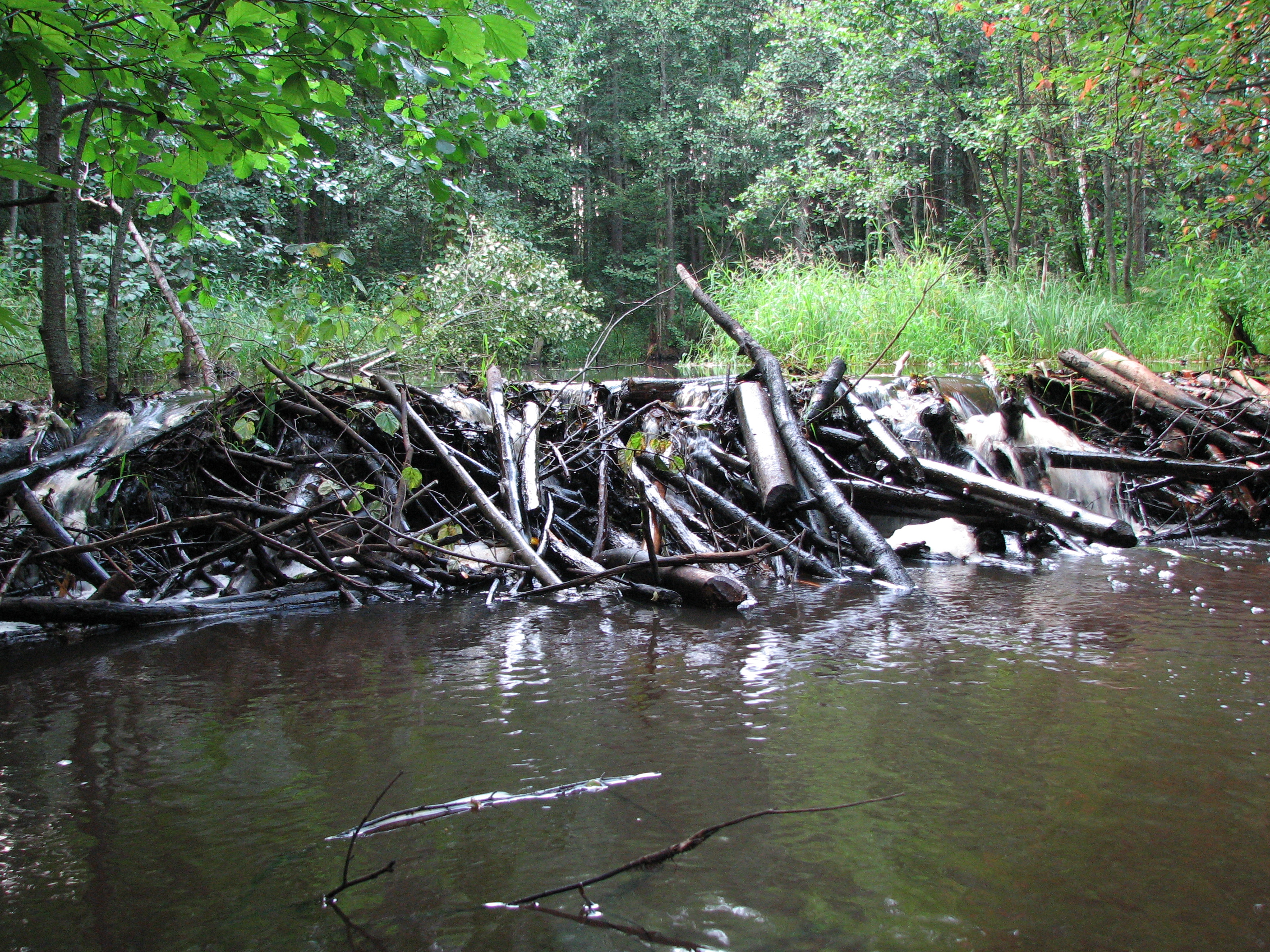
Las presa hechas por los castores son muy típicas en la reserva

El paisaje típico de la reserva muestra características de bosques mixtos de Europa del Este, en particular turberas, bosques de pinos (60% del territorio) y bosques de alisos y abedules (35% de la reserva) en las regiones más bajas y húmedas, con plantas y animales asociados. El resto del paisaje es pantano y lodo de transición. El área estuvo sujeta a una gran pérdida de árboles (por la tala y los incendios, particularmente un incendio desastroso en 1972 que destruyó el 20% de la cubierta forestal), por lo que los rodales son en su mayoría de mediana edad o más jóvenes. Un estudio reciente de la reserva registró 103 especies de algas, 283 de hongos, 205 de líquenes, 160 de briófitas y 593 especies de plantas vasculares.
Debido a que la reserva se encuentra en una zona de transición en los bordes de tres regiones (taiga, bosque latifoliado y estepa), tiene animales que son representativos de cada una. Las especies de taiga incluyen animales como caribú, glotón y diferentes especies de ardillas. Los bosques de hoja ancha al oeste están habitados por martas, visones y ratones. Las especies esteparias incluyen campañol, erizo y ratón de campo. En todas partes están los mamíferos más grandes que habitan los bosques, como: lobo, zorro, tejón, armiño, comadreja y oso. Parte del trabajo de la reserva es experimentar con la reintroducción y recuperación de especies que se habían extinguido en el territorio. Los esfuerzos actuales de reintroducción se centran en la rata almizclera, la perdiz nival y el caribú.

## Ecoturismo

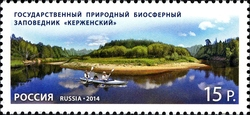
Sello de correos de Rusia de 2014 con una imagen de la reserva

Como reserva natural estricta, la reserva Kérzhenski  está en su mayor parte cerrada al público en general, aunque los científicos y aquellos con fines de «educación ambiental» pueden hacer arreglos con la administración del parque para realizar visitas. Hay tres rutas «ecoturísticas» principales que se han habilitado para los visitantes: un recorrido por las llanuras aluviales, un recorrido por los pantanos y un recorrido por el bosque. La reserva también ha abierto un centro de visitantes. La oficina principal está en la ciudad de Rustai.